# Арбали
Арбали — хутор в составе Левокумского района (муниципального округа) Ставропольского края России.
До 16 марта 2020 года входил в состав сельского поселения Турксадский сельсовет.

## Варианты названия
- Арбали (ферма № 2 свх. Турксад),
- Турксад,
- Турксад 2-й[4].

## География
Хутор расположен в сухих степях в северной части Левокумского района в пределах Прикаспийской низменности, на высоте около 19 метров над уровнем моря. Рельеф местности равнинный, осложнён формами микро- и мезорельефа: буграми, бугорками и западинами, в которых расположены солончаки. Почвенный покров комплексный: распространены светло-каштановые солонцеватые и солончаковые почвы и солонцы (автоморфные)
По автомобильным дорогам расстояние до краевого центра города Ставрополь составляет 330 км, до районного центра села Левокумское — 73 км, до административного центра сельского поселения села Турксад — 26 км.
Арбали, как и весь Ставропольский край, находится в часовой зоне МСК (московское время). Смещение применяемого времени относительно UTC составляет +3:00.

## История
Основан в 1850 году:34 скотоводами-туркменами, работавшими в имении князя Мусы Аджи. Согласно переписи населения 1926 года в хуторе Арбали проживало 48 человек, из них — 43 великоросса, 5 калмыков. На момент переписи хутор относился к Величаевскому сельсовету Левокумского района Терского округа Северо-Кавказского края:313.
На 1 марта 1966 года входил в состав территории Приозёрского сельсовета с центром в селе Приозёрское:18.

## Население
| 1926 | 1989 | 2002 | 2010 | 2014 | 2022 |
| ---- | ---- | ---- | ---- | ---- | ---- |
| 48   | ↗143 | ↗221 | ↘114 | ↘100 | ↘96  |

По данным переписи 2002 года 96 % населения — даргинцы.
По данным переписи 2020 года в национальной структуре населения даргинцы составляли 100 %